# Стівен Аппіа
Стівен Аппіа (англ. Stephen Appiah; нар. 24 грудня 1980, Аккра) — ганський футболіст, що грав на позиції півзахисника.
Насамперед відомий виступами за клуб «Фенербахче», а також національну збірну Гани.
Володар Кубка Італії. Володар Суперкубка Італії з футболу. Чемпіон Італії. Чемпіон Туреччини.

## Клубна кар'єра
Вихованець футбольної школи клубу «Хартс оф Оук». Дорослу футбольну кар'єру розпочав 1994 року в основній команді того ж клубу, в якій провів три сезони, взявши участь у 21 матчі чемпіонату.
Згодом з 1997 по 2005 рік грав у складі команд клубів «Удінезе», «Парма», «Брешія» та «Ювентус». Протягом цих років виборов титул володаря Кубка Італії, ставав володарем Суперкубка Італії з футболу, чемпіоном Італії.
Своєю грою за останню команду привернув увагу представників тренерського штабу клубу «Фенербахче», до складу якого приєднався 2005 року. Відіграв за стамбульську команду наступні чотири сезони своєї ігрової кар'єри.
Протягом 2009—2011 років захищав кольори клубів «Болонья» та «Чезена».
Завершив професійну ігрову кар'єру у клубі «Воєводина», за команду якого виступав протягом 2012 року.

## Виступи за збірну
У 1996 році дебютував в офіційних матчах у складі національної збірної Гани. Протягом кар'єри у національній команді, яка тривала 15 років, провів у формі головної команди країни 69 матчів, забивши 16 голів.
У складі збірної був учасником чемпіонату світу 2006 року у Німеччині, чемпіонату світу 2010 року у ПАР, Кубка африканських націй 2000 року у Гані та Нігерії, Кубка африканських націй 2006 року в Єгипті.

## Титули і досягнення

### Командні
- Чемпіон Африки (U-17): 1995
- Чемпіон світу (U-17): 1995
- Володар Кубка Італії (1):

«Парма»: 2001–02
- Володар Суперкубка Італії з футболу (1):

«Ювентус»: 2003
- Чемпіон Італії:

«Ювентус»: 2004–05
- Чемпіон Туреччини (1):

«Фенербахче»: 2006–07
- Володар Суперкубка Туреччини з футболу (1):

«Фенербахче»: 2007

### Особисті
- Футболіст року в Гані (2): 2005, 2007